# Порво
Порво (фин. Porvoo, швед. Borgå) је град у Финској, у јужном делу државе. Порво је трећи по величини и значају град округа Финска Нова Земља (после Хелсинкија и Хивинкеа), где он са окружењем чини истоимену општину Порво.

## Географија
Град Порво се налази у јужном делу Финске. Од главног града државе, Хелсинкија, град је удаљен 50 км источно.
Рељеф: Порво се сместио у југоисточном делу Скандинавије, у историјској области Финска Нова Земља. Подручје града је равничарско до брежуљкасто, а надморска висина се креће око 5-10 м.
Клима у Порвоу је је континентална, мада је за ово за финске услова блажа клима због утицаја Балтика. Стога су зиме нешто блаже и краће, а лета свежа.
Воде: Порво се развио на североисточној обали Балтичког мора (Фински залив). Насеље се развило у омањем заливу, веома повољном за пристан. Захваљујући овоме, град је једна од важних лука у Финској.

## Историја
Порво је старо насеље, које добило градска права око 1380. године. Насеље је вековима било део Краљевине Шведске, да би 1721. године прешло у руке Руског царства. У ово време то је био други по величини град у тадашњој Финској (тада Великом војводаству).
Последњих пар деценија град се брзо развио у савремено градско насеље под снажним утицајем оближњег Хелсинкија.

## Становништво
Према процени из 2012. године у Порву је живело 36.968 становника, док је број становника општине био 49.087.
| 1980. | 1990.  | 2000.  | 2012.  |
| ----- | ------ | ------ | ------ |
| -     | 30.536 | 35.554 | 36.968 |

Етнички и језички састав: Порво је одувек био етнички мешовита средина, састављена од Финаца и Швеђана. Последњих деценија, са јачањем усељавања у Финску, становништво града је постало још шароликије. По последњим подацима преовлађују Финци (64,7%), значајна мањина су Швеђани (30,7%), док су остало усељеници. Од новијих усељеника посебно су бројни Руси.

## Галерија
- Стари део Порва
- Стара градска кућа Порва
- ПОрвска катедрала, главна протестантска црква у граду
- Православна црква у граду